# Tremella caloplacae
Tremella caloplacae es una especie de hongo del género Tremella, familia Tremellaceae, orden Tremellales. Fue descrita por (Zahlbr.) Diederich.

## Hábitat
Se sabe que crece en varios huéspedes de la familia Teloschistaceae y forma líquenes.

## Distribución
Se distribuye por Europa.